# Abisara bifasciata
Abisara bifasciata (tên phổ biến trong tiếng Anh: double-banded Judy hoặc twospot plum Judy) là một loài bướm ngày thuộc họ Bướm ngao. Loài này được tìm thấy tại châu Á.

## Phân loài
- Abisara bifasciata bifasciata (Quần đảo Andaman)
- Abisara bifasciata angulata Moore, [1879] (Sikkim, Manipur, Nagaland tới Myanmar)
- Abisara bifasciata suffusa Moore, 1882 (Ấn Độ)[3][1][2]

## Mô tả

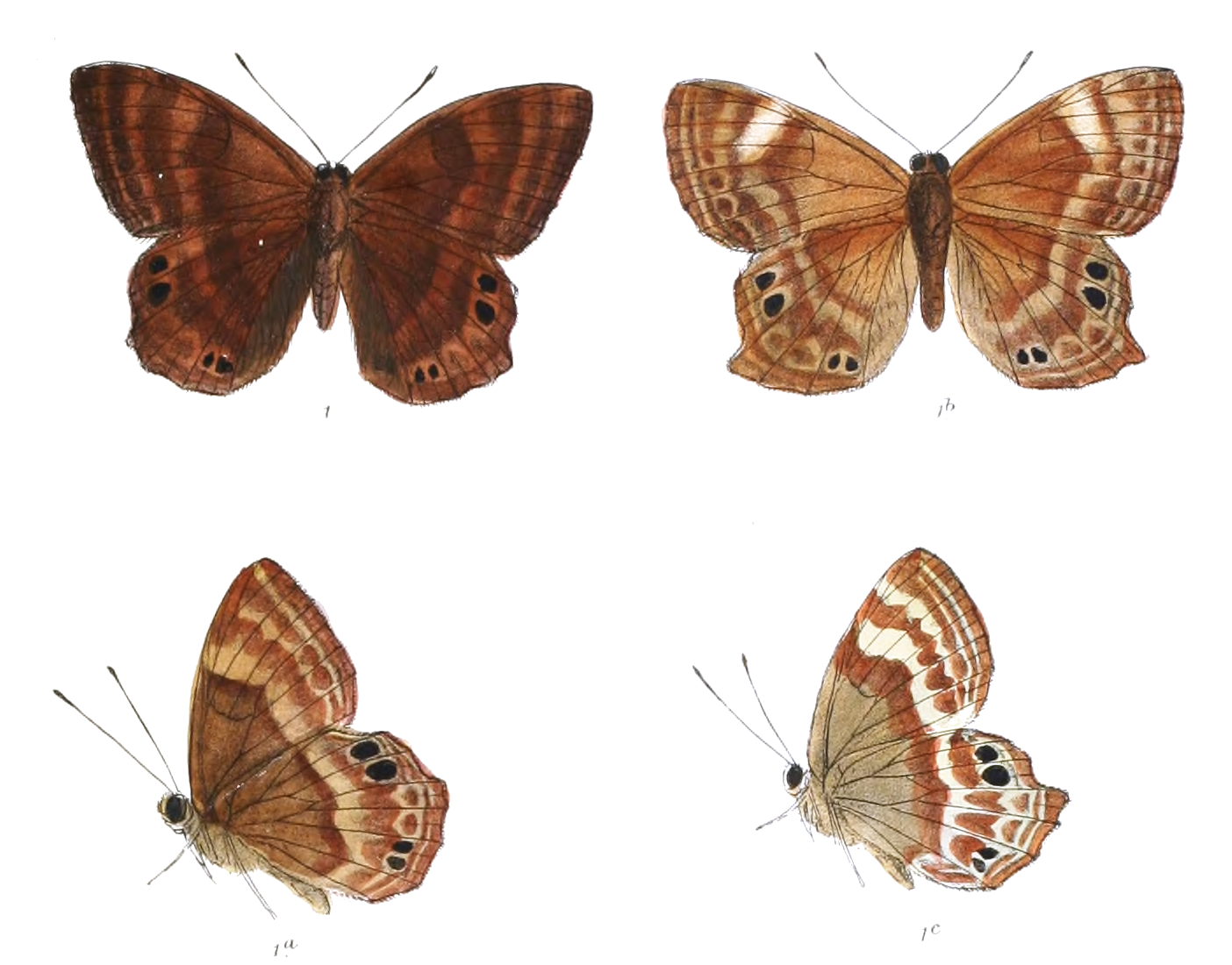
Con đực (trái) và con cái (phải)